# لسان منحني

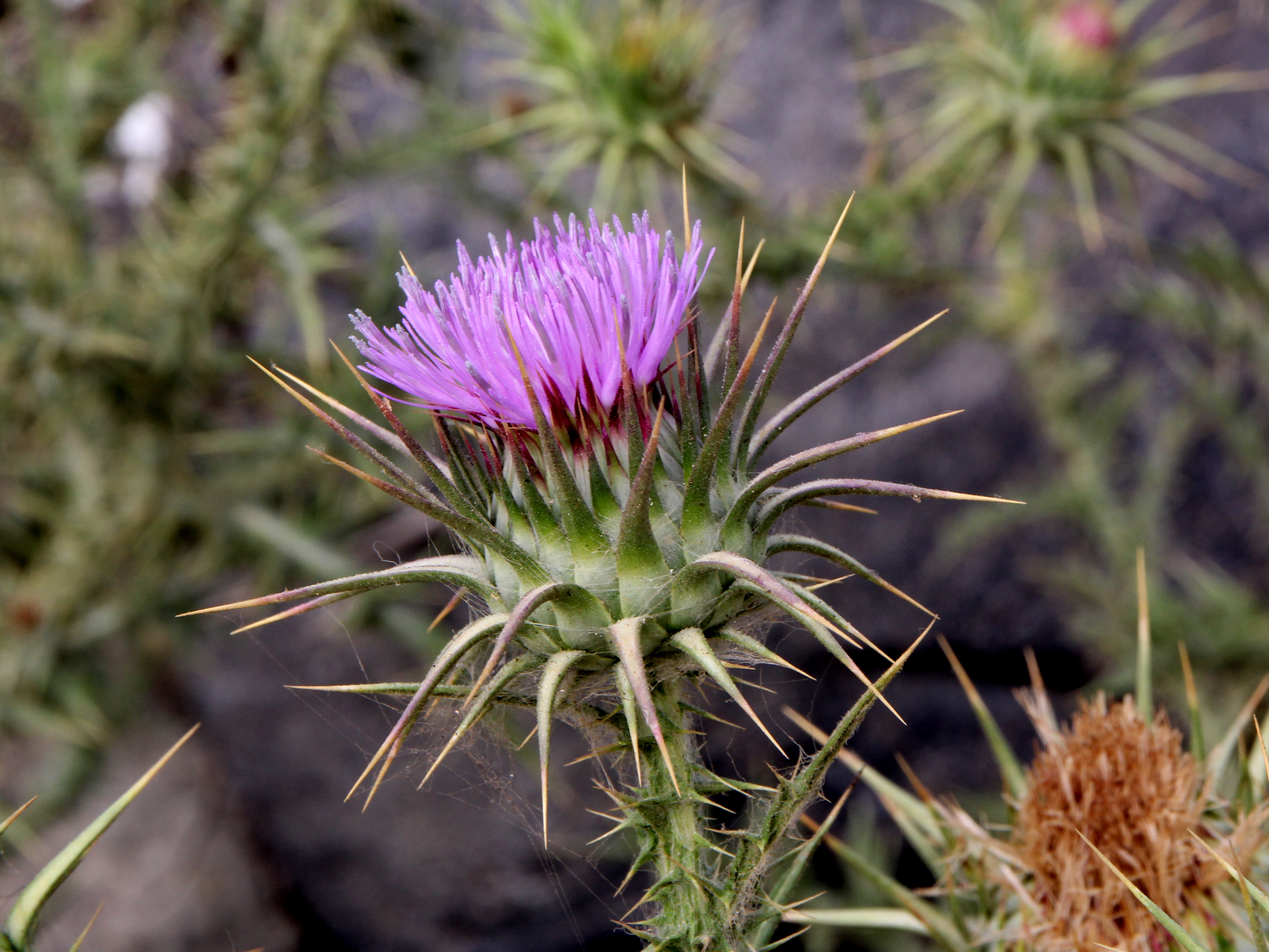
Carduus nutans

اللُسّان المنحني أو شوك مسكي (الاسم العلمي: Carduus nutans) نوع نباتي يتبع جنس اللُسّان من الفصيلة النجمية.
موطنه الأصلي المشرق العربي والمغرب العربي وجنوب روسيا وقازاخستان والقوقاز وأذربيجان وإيران وأرمينيا. وينتشر في كل أوروبا و جنوباً في إيطاليا وإسبانيا. يتواجد في كل المناطق حتى ارتفاع 2500 م.
يفضل المراعي والأراضي المهجورة الكلسية منها مع حرارة الشمس، لذا يعتبر محباً للحرارة ويتواجد ضمن مجموعة شوك الحمار (باللاتينية: Onopordum acanthium)، النبات الرحيقي المعروف على جوانب الطرق وسكك القطار وعلى أطراف المزارع وعند الأسيجة.

## الوصف النباتي
نبات ثنائي الحول يزهر في السنة الثانية في الصيف (تموز إلى أيلول). تنضج بذوره الغنية بالزيت في تشرين الأول، وبعد نضج الثمار تنتهي دورته ويذبل.